# Копършивнице
Копрживнице (на чешки: Kopřivnice); на немски: Nesselsdorf, Неселсдорф) е град в Моравско-силезкия край, Чехия. Градът има население 23 500 жители и е разположен на площ 27,48 km2. В града се намира заводът за автомобили на „Татра“.

## Личности
В Копрживнице са родени:
- Емил Затопек, чешки лекоатлет
- Зденек Буриан, чешки художник